# Patricio Eguidazu
Patricio Frederico Eguidazu Altuna, né le 8 novembre 1919 à Arrasate et mort le 9 juin 1999 à Mendaro, est un joueur de football espagnol des années 1940 et 1950. Il évolue durant sa carrière au poste de défenseur, et réalise la quasi-totalité de sa carrière à la Real Sociedad.

## Carrière
Après des débuts de footballeur dans sa ville natale, Patricio Eguidazu est recruté à l'âge de vingt ans par la Real Sociedad en 1940. Le club basque est alors sociétaire de la deuxième division espagnole et, ne bénéficiant pas d'un effectif très étoffé, ne figure pas parmi les favoris pour la montée en Primera División. Pourtant, le club basque déjoue les pronostics, et accède à l'étage supérieur à l'issue de la saison. Sans le savoir, le club de Saint-Sébastien entre dans une période où il fera l'ascenseur entre les deux niveaux pendant près d'une décennie.
Dans cette équipe, Eguidazu s'impose comme titulaire inamovible en défense centrale, prenant part aussi bien aux montées qu'aux descentes de la Real Sociedad. En 1951, il participe avec son club à la finale de la Copa del Generalísimo, perdue face au FC Barcelone, après avoir éliminé le Real Madrid, chez lui, en demi-finale. 
En 1952, il est laissé libre par la Real Sociedad, ayant contracté la brucellose après avoir bu le lait d'une chèvre malade. Salvador Artigas, son ancien coéquipier à la Real Sociedad, et qui vient tout juste de prendre le poste d'entraîneur-joueur au Stade rennais UC, vient alors pour s'attacher ses services. À Rennes, Eguidazu évolue en première division. Absent en début de saison, il s'impose comme titulaire à la fin novembre, avec à ses côtés en défense Justo Nuevo et le futur international Robert Lemaître. Il ne reste pourtant qu'une saison en Bretagne, le club étant par ailleurs relégué en Division 2 en 1953. Reparti alors en Espagne, il ne fera que croiser son ancien coéquipier José Caeiro, à son tour recruté par Artigas.
En 2009, à l'occasion du centenaire de la Real Sociedad, Patricio Eguidazu figure parmi les joueurs postulant pour une place dans le « onze du siècle ». Récoltant 6,9 % des suffrages, il est devancé pour le poste de défenseur central par Ignacio Kortabarria et Agustín Gajate.

## Palmarès
- 1949 : Champion d'Espagne de deuxième division avec la Real Sociedad
- 1951 : Finaliste de la Copa del Generalísimo avec la Real Sociedad